# Jibrail & Iblis
Jibrail & Iblis ist das Debütalbum des deutschen Rappers Samra. Es erschien am 16. April 2020 über das zur Universal Music Group gehörende Label Urban Records als Standard-Edition und Boxset, inklusive u. a. der EP Anders von Joker Bra und einem Pullover im Marlboro-Style.

## Hintergrund
Im Jahr 2019 plante Samra, sein erstes Soloalbum Marlboro Rot am 13. September 2019 zu veröffentlichen. Im Juni gaben Samra und Capital Bra bekannt, dass ihr Kollaboalbum Berlin lebt 2 am 4. Oktober 2019 erscheinen soll. Deshalb verschob Samra das Veröffentlichungsdatums seines Albums unter dem neuen Namen Smoking kill auf den 28. Februar 2020. Trotz des großen Erfolgs von Berlin lebt 2, das in Deutschland, Österreich und der Schweiz, die Spitzenposition der Albumcharts erreichte, entzog sich Samra ab dem 4. Oktober der Öffentlichkeit und deaktivierte sein Instagram-Konto. Im Nachhinein deutete Samra des Öfteren in seinen Liedern an, dass persönliche Probleme der Grund für seine Abstinenz waren. Jedoch verbreiteten sich zu dieser Zeit auch Gerüchte, denen zufolge Samra drogenabhängig geworden sei. Am 5. Dezember beendete der Musiker seine künstlerische Pause und kündigte zeitgleich die Single Colt an, die am 6. Dezember 2019 erschien. Ebenso nannte er ein neues Releasedatum für sein anstehendes Album und benannte es in Jibrail & Iblis um.
Die Lieder auf Jibrail & Iblis sind den Genres Hip-Hop und Rap zuzuordnen. Die Refrains sind im Gegensatz zu den Rapparts jedoch meist poplastig gehalten und enthalten an einigen Stellen auch Autotune.

## Produktion
Das Album wurde hauptsächlich von den Musikproduzenten Beatzarre, Djorkaeff, Greckoe und Lukas Piano produziert. An der Produktion der Bonus-EP waren Beatzarre, Djorkaeff und zusätzlich Vize und Lucry beteiligt.

## Covergestaltung
Das Cover ist in blau gehalten. Mittig ist in weiß, der Schriftzug Jibrail & Iblis zu lesen. Ebenso ist im Hintergrund eine Rauchwolke zu erkennen. Am oberen Rand befindet sich in weiß der Schriftzug Samra.

## Gastbeiträge
Auf vier Lieder des Albums sind neben Samra weitere Künstler vertreten. So hat sein Kollabopartner aus Berlin lebt 2, Capital Bra, Gastauftritte in den Songs Tief in die Nacht, Berlin und 365 Tage. Die deutsche Sängerin Elif ist des Weiteren auf Zu Ende zu hören. Auf der Bonus-EP des Boxsets ist neben dem Hauptinterpreten Joker Bra auf dem Titel Baby Vize als Gastmusiker vertreten.

## Titelliste
| #  | Titel                 | Gastmusiker | Produzent(en)                                                   | Länge |
| -- | --------------------- | ----------- | --------------------------------------------------------------- | ----- |
| 1  | 95 BPM                |             | Beatzarre, Djorkaeff, Lukas Piano, Greckoe                      | 2:34  |
| 2  | Gebet                 |             | Beatzarre, Djorkaeff, Lukas Piano                               | 3:07  |
| 3  | Schüsse im Regen      |             | Beatzarre, Djorkaeff, Lukas Piano                               | 2:32  |
| 4  | BaeBae                |             | Lukas Piano, Lucry                                              | 2:48  |
| 5  | Vergebung             |             | Beatzarre, Djorkaeff, Lukas Piano, Greckoe                      | 3:14  |
| 6  | 6 Uhr                 |             | Beatzarre, Djorkaeff, B-Case, 27th                              | 2:27  |
| 7  | Gott bietet mehr      |             | Lukas Piano, Kordi                                              | 2:55  |
| 8  | Zu Ende               | Elif        | Beatzarre, Djorkaeff                                            | 3:18  |
| 9  | Jibrail & Iblis       |             | Lukas Piano, Greckoe                                            | 2:44  |
| 10 | Carlibel              |             | Beatzarre, Djorkaeff, Lukas Piano, Greckoe                      | 2:51  |
| 11 | Tief in die Nacht     | Capital Bra | Beatzarre, Djorkaeff, Phil The Beat                             | 2:41  |
| 12 | Only God Can Judge Me |             | Greckoe, Lukas Piano                                            | 2:30  |
| 13 | Jolina                |             | Greckoe, Lukas Piano                                            | 2:55  |
| 14 | Geh nicht             |             | Beatzarre, Djorkaeff, Greckoe, Lukas Piano                      | 3:09  |
| 15 | Smoking               |             | Lukas Piano, Greckoe                                            | 2:39  |
| 16 | Weiss                 |             | Greckoe, Lukas Piano                                            | 2:43  |
| 17 | Berlin                | Capital Bra | Beatzarre, Djorkaeff, Lukas Piano, Andreas John, Bahar Henschel | 2:54  |
| 18 | Mon Ami               |             | Lukas Piano, Greckoe                                            | 2:18  |
| 19 | Colt                  |             | Lukas Piano, Greckoe                                            | 3:00  |
| 20 | 510                   |             | Djorkaeff, Beatzarre, Greckoe, Lukas Piano                      | 2:40  |
| 21 | Kobe Bryant           |             | Lukas Piano                                                     | 2:55  |
| 22 | 365 Tage              | Capital Bra | Beatzarre, Djorkaeff, Lukas Piano, Greckoe                      | 4:12  |

Anders-EP des Boxsets von Joker Bra:
| # | Titel                  | Gastmusiker | Produzent(en)        | Länge |
| - | ---------------------- | ----------- | -------------------- | ----- |
| 1 | Baby                   | Vize        | Vize                 | 2:29  |
| 2 | Amex Black             |             | Beatzarre, Djorkaeff | 2:55  |
| 3 | Killa                  |             | Beatzarre, Djorkaeff | 2:51  |
| 4 | Tick Tash              |             | Beatzarre, Djorkaeff | 2:14  |
| 5 | Passt mir so gar nicht |             | Lucry                | 2:25  |

## Charterfolge und Singles
Jibrail & Iblis erreichte in Deutschland die Spitzenposition der Albumcharts und konnte sich dort eine Woche platzieren. Insgesamt konnte sich das Album 22 Wochen in den deutschen Albumcharts halten. Samra erreichte mit dem Album zum zweiten Mal die deutschen Albumcharts und zum zweiten Mal die Chartspitze. Auch in Österreich und der Schweizer Hitparade erreichte das Album die Chartspitze, wodurch Samra je seinen dritten Charterfolg bzw. sein zweites Nummer-eins-Album erreichte. Insgesamt war das Album 16 Wochen in den österreichischen und 22 Wochen in den Schweizer Albumcharts vertreten. Darüber hinaus erreichte er je für eine Woche die Chartspitze der deutschen deutschsprachigen Albumcharts sowie die Chartspitze der deutschen Hip-Hop-Charts.
In den deutschen Album-Jahrescharts 2020 belegte es Platz 44, in Österreich Position 57 und in der Schweiz Rang 28.
| ChartsChartplatzierungen | Höchstplatzierung | Wochen |
| ------------------------ | ----------------- | ------ |
| Deutschland (GfK)        | 1 (22 Wo.)        | 22     |
| Österreich (Ö3)          | 1 (16 Wo.)        | 16     |
| Schweiz (IFPI)           | 1 (22 Wo.)        | 22     |

| ChartsJahrescharts (2020) | Platzierung |
| ------------------------- | ----------- |
| Deutschland (GfK)         | 44          |
| Österreich (Ö3)           | 57          |
| Schweiz (IFPI)            | 28          |

Aus Jibrail & Iblis wurden folgende zehn Singles zum Download ausgekoppelt: Colt, 95 BPM, Zu Ende (feat. Elif), Mon Ami, Weiss, Schüsse im Regen, 6 Uhr, Berlin (feat. Capital Bra), BaeBae und 365 Tage (feat. Capital Bra), davon die letzten acht Singles innerhalb von drei Monaten. Zudem wurde während der Promophase Ende Februar noch die Videosingle 100k Cash (mit Capital Bra) veröffentlicht, die letztlich jedoch auf Capital Bras Soloalbum CB7 erschien.
Aus der Anders-EP des Boxsets von Joker Bra wurden die Singles Baby (feat. Vize), Amex Black, Passt mir so gar nicht und Tick Tash veröffentlicht.
Nach Erscheinen des Albums stieg des Weiteren der Song Tief in die Nacht (feat. Capital Bra) aufgrund von Streaming und Downloads auf Position 35 in die österreichischen bzw. 37 in die schweizerischen Charts ein.
Im Jahr 2021 wurden die Singles Zu Ende, Mon Ami und Weiss jeweils mit einer Goldenen Schallplatte für mehr als 15.000 verkaufte Einheiten in Österreich ausgezeichnet. In Deutschland erreichten die Lieder Colt, Zu Ende, Weiss, BaeBae und Mon Ami Goldstatus für jeweils über 200.000 Verkäufe. Zudem wurde die Single Baby aus der Anders-EP in Deutschland für über 200.000 verkaufte Einheiten und in Österreich für mehr als 30.000 Verkäufe jeweils mit einer Platin-Schallplatte ausgezeichnet.

## Rezeption
Lukas Breit von der Internetseite rap.de kritisierte, dass die Textinhalte, Beats und Gesangs- und Rapstile vieler Lieder Ähnlichkeiten aufweisen. So gehe es im Album häufig um Zigaretten, das Verbrennen einer Mercedes-Benz G-Klasse, Drogen, Liebesbeziehungen und um die typischen Deutschrapthemen, wie teure Luxusgüter und Frauen. Ebenso kritisiert wurde die Anzahl von 22 Liedern, hierbei vor allem der Überdruss an Singleauskopplungen.